# Глухое озеро (исторический район)
Глухо́е озеро — исторический район Санкт-Петербурга. Находится восточнее Волково. Название связано с бывшим Глухим озером, небольшим лесным озером, находившимся на территории загородной усадьбы князя Потёмкина «Озерки» (XVIII век) на левом берегу Невы, южнее Александро-Невского монастыря.
Некогда живописное озеро исчезло в начале XX века, когда Городская дума отвела большой участок за Невской заставой под свалку.
Название сохранилось в Глухоозёрском шоссе (Невский район).